# Chicago Pile-1
Chicago Pile-1 (CP-1) là lò phản ứng hạt nhân đầu tiên trên thế giới. Vào ngày 2 tháng 12 năm 1942, phản ứng hạt nhân dây chuyền tự duy trì đầu tiên do con người tạo ra được khởi đầu trong CP-1, trong một cuộc thử nghiệm do Enrico Fermi dẫn đầu. Việc phát triển lò phản ứng Chicago Pile-1 là một phần trong dự án Manhattan, vốn là nỗ lực của quân Đồng minh để tạo ra bom nguyên tử trong Chiến tranh thế giới thứ hai. Được phát triển bởi những chuyên gia của Metallurgical Laboratory (phòng thí nghiệm luyện kim) thuộc Đại học Chicago, CP-1 được xây dựng ngay bên dưới khán đài phía tây của sân bóng Stagg Field. Fermi đã miêu tả thiết bị này như là "một ụ vật liệu thô được làm từ những viên gạch đen và thanh gỗ".
Lò phản ứng được lắp ráp vào tháng 11 năm 1942, do một đội ngũ bao gồm Fermi, Leo Szilard (người trước đó đã đề xuất ý tưởng về phản ứng dây chuyền phi phân hạch), Herbert L. Anderson, Walter Zinn, Martin D. Whitaker, và George Weil. Nó gồm 45.000 khối graphit nặng 400 tấn Mỹ (360 t) được dùng như là các chất làm chậm, và được nạp nhiên liệu từ 6 tấn Mỹ (5,4 t) kim loại uranium và 50 tấn Mỹ (45 t) oxide uranium. Trong lò, một vài neutron tự do hình thành từ sự phân rã của uranium được các nguyên tử uranium hấp thụ, dẫn đến sự phân hạch của các nguyên tử đó, và phóng thích thêm các neutron. Không giống như những lò phản ứng thế hệ kế tiếp, nó không có hệ thống che chắn bức xạ hoặc làm mát bởi vì nó hoạt động ở một công suất rất thấp – khoảng một nửa watt. Hình dáng của lò dự định ban đầu sẽ được làm dạng hình cầu gồ ghề, nhưng khi tiến hành công việc, Fermi đã tính toán rằng khối lượng dự đoán có thể thành công mà không cần phải hoàn thành toàn bộ lò như kế hoạch.
Năm 1943, CP-1 được chuyển đến Red Gate Woods, và đổi lại thành Chicago Pile-2 (CP-2). Tại đó, nó được vận hành cho đến năm 1954 thì bị tháo dỡ và chôn xuống đất. Các khán đài ở sân Stagg Field bị phá hủy vào tháng 8 năm 1957; khu vực này hiện nay là một Danh lam Lịch sử Quốc gia Hoa Kỳ và là một Danh lam Chicago.

## Tiến trình

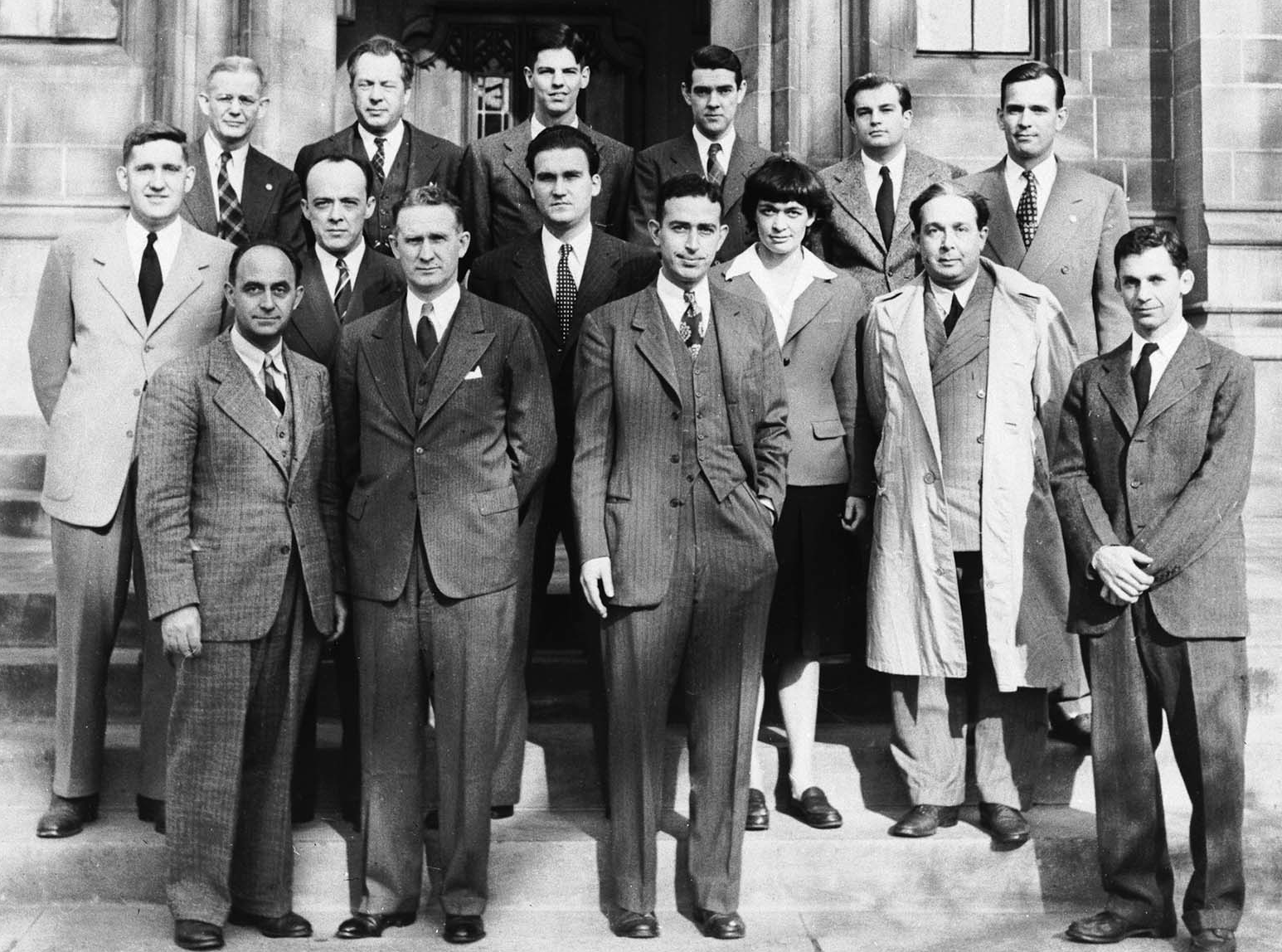
Nhân dịp thành công của nhóm được bốn năm, ngày 2 tháng 12 năm 1946, các thành viên của nhóm CP-1 đã tụ họp về Đại học Chicago. Hàng cuối, từ trái sang: Norman Hilberry, Samuel Allison, Thomas Brill, Robert Nobles, Warren Nyer, và Marvin Wilkening. Hàng giữa: Harold Agnew, William Sturm, Harold Lichtenberger, Leona Woods và Leo Szilard. Hàng đầu: Enrico Fermi, Walter Zinn, Albert Wattenberg và Herbert L. Anderson.

Trong một lò phản ứng hạt nhân, trạng thái tới hạn đạt được khi tỉ lệ neutron sản sinh ra bằng với tỉ lệ neutron bị mất đi, bao gồm cả neutron bị hấp thụ và neutron rò rỉ. Khi một nguyên tử uranium-235 bị phân hạch, nó giải phóng một lượng trung bình 2.4 hạt neutron. Trong trường hợp đơn giản nhất của một lò phản ứng hình cầu, đồng đều, không phản xạ, bán kính tới hạn được tính xấp xỉ:
{\displaystyle R_{crit}\approx {\frac {\pi M}{\sqrt {k-1}}}},

với M là khoảng cách trung bình mà một neutron đi được trước khi nó bị hấp thụ, và k là hệ số nhân neutron trung bình. Các neutron phản ứng thành công sẽ được khuếch đại bởi một hệ số k, thế hệ thứ hai của các sự kiện phân hạch sẽ tạo ra k2, thứ ba là k3 và cứ thế. Để có một phản ứng hạt nhân dây chuyền bền vững xảy ra, k phải lớn hơn 1 ít nhất 3 hoặc 4 phần trăm. Nói một cách khác, k phải lớn hơn 1 mà không vượt quá ngưỡng tới hạn tức thời có thể dẫn đến bùng nổ, số sự kiện phân hạch tăng theo cấp số nhân.

## Phản ứng hạt nhân dây chuyền đầu tiên

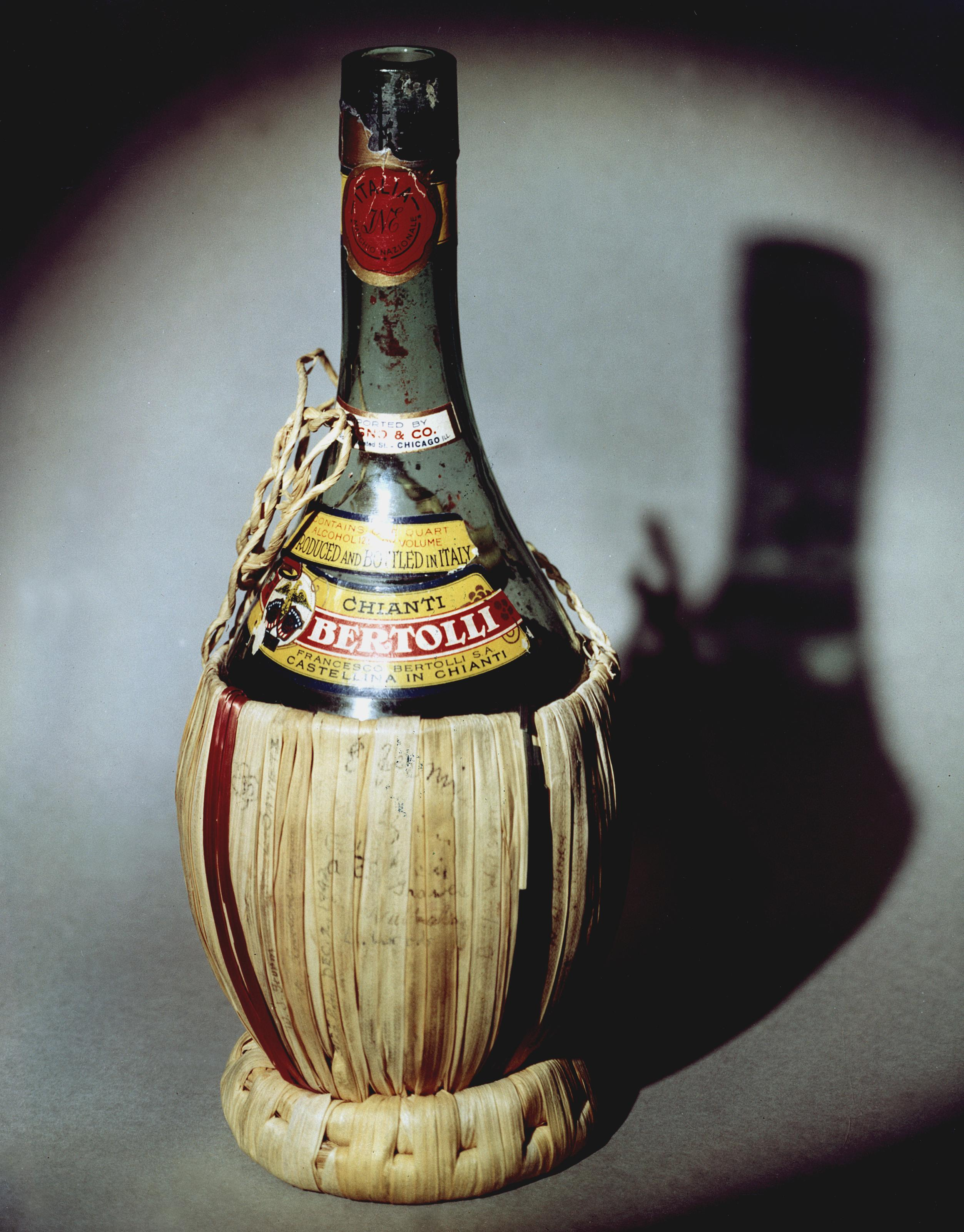
Chai rượu vang Chianti dáng fiasco do Eugene Wigner mua để ăn mừng phản ứng dây chuyền tự vận hành tự ổn định đầu tiên. Những người tham dự ký tên lên chai.

Hôm sau, ngày 2 tháng 12 năm 1942, tất cả mọi người tập hợp để tiến hành thử nghiệm. Có 49 nhà khoa học hiện diện. Mặc dù hầu hết Ủy ban Điều hành S-1 đều ở Chicago, nhưng chỉ có Crawford Greenewalt có mặt theo lời mời của Compton. Các quan chức cấp cao khác cũng đến gồm có Szilard, Wigner và Spedding. Fermi, Compton, Anderson và Zinn tập trung quanh các bộ điều khiển trên ban công, ban đầu được dự định như là một nơi để quan sát. Samuel Allison đã sẵn sàng với một thùng cadmi nitride đậm đặc để ném vào lò trong trường hợp khẩn cấp. Khởi động bắt đầu vào lúc 09:54. Walter Zinn tháo thanh năng lượng, thanh điều khiển khẩn cấp, và giữ chắc nó. Norman Hilberry đứng sẵn với một cây rìu để chặn đường thoát có thể làm thanh năng lượng rơi dưới tác động của trọng lực. Trong khi Leona Woods đọc to số đếm từ máy dò bo triflorua, thì George Weil, người duy nhất ở đó rút tất cả các thanh điều khiển chỉ chừa lại một cái. Đến 10:37 Fermi ra lệnh Weil tháo tất cả nhưng thanh điều khiểu cuối cùng chỉ rút 13 foot (4,0 m). Weil rút 6 inch (15 cm) mỗi lần, với các đo đạc được thực hiện ở mỗi bước.
Quá trình bị ngừng lại đột ngột do thanh điều khiển tự động tự lắp vào, làm cho mức trượt của nó bị đặt quá thấp. Lúc 11:25, Fermi ra lệnh lắp lại các thanh điều khiển. Sau đó ông thông báo rằng đã đến giờ ăn trưa.
Cuộc thử nghiệm lại bắt đầu vào lúc 14:00. Weil làm việc cùng thanh điều khiển cuối cùng trong khi đó Fermi theo dõi kỹ lưỡng sự hoạt động của neutron. Fermi thông báo rằng lò đã đạt tới hạn (đạt được một phản ứng tự ổn định) vào lúc 15:25. Fermi đã vặn nút chuyển thang đo của máy ghi để phù hợp với dòng điện đang tăng lên một cách nhanh chóng từ máy phát dò bo triflorua. Ông muốn kiểm tra các mạch điều khiển, nhưng sau 28 phút, chuông báo động reo lên thông báo với mọi người rằng sự phun neutron đã vượt ngưỡng an toàn đặt trước, và ông ra lệnh cho Zinn ngắt thanh năng lượng. Phản ứng nhanh chóng dừng lại. Lò phản ứng đã hoạt động được khoảng 4.5 phút với công suất khoảng 0.5 watt. Wigner khui chai rượu vang Chianti, và họ uống bằng ly giấy.
Compton gọi điện thông báo cho Conant. Cuộc đối thoại được thực hiện bằng một ám hiệu không định trước:
Compton: Hoa tiêu người Ý đã đổ bộ lên Tân Thế giới.
Conant: Thế thổ dân như nào?

Compton: Rất thân thiện.

## Tầm quan trọng và lễ truy niệm
Một bia truy niệm đã được khánh thành tại sân Stagg Field vào ngày 2 tháng 12 năm 1952 nhân dịp kỉ niệm 10 năm ngày CP-1 đạt được tới hạn. Trên đó ghi: 
Vào ngày 2 tháng 12 năm 1942, tại đây, con người đã đạt được phản ứng dây chuyền tự ổn định đầu tiên và theo cách ấy khởi đầu việc điều khiển sự phóng thích năng lượng hạt nhân.

 Tấm bia đã được giữ lại khi những khán đài phía tây bị phá hủy vào tháng 8 năm 1957. Địa điểm mà lò CP-1 tọa lạc đã được chỉ định là một Danh lam Lịch sử Quốc gia Hoa Kỳ vào ngày 18 tháng 2 năm 1965. Khi Sổ bộ Địa danh Lịch sử Quốc gia Hoa Kỳ được tạo ra vào năm 1966, nó ngay lập tức được thêm vào đó. Địa điểm này cũng được gọi là một Danh lam Chicago vào ngày 27 tháng 10 năm 1971.
Ngày nay, địa điểm của sân vận động Stagg Field cũ được thư viện Regenstein của trường đại học khai trương năm 1970 và thư viện Joe và Rika Mansueto mở cửa vào năm 2011 sử dụng. Một tượng điêu khắc của Henry Moore, Nuclear Energy, đứng trên một hình tứ giác nhỏ ngay bên ngoài thư viện Regenstein. Nó được hiến tặng vào ngày 2 tháng 12 năm 1967, để kỷ niệm nhân dịp 25 năm ngày CP-1 đạt mức tới hạn. Các bia kỷ niệm vào năm 1952, 1965 và 1967 ở gần bên. Một khối graphit của CP-1 được trưng bày tại Bảo tàng Khoa học Bradbury ở Los Alamos, New Mexico; một khối khác được trưng trong Bảo tàng Khoa học và Công nghệ ở Chicago. Ngày 2 tháng 12 năm 2017, lễ kỷ niệm 75 năm, Viện Công nghệ Massachusetts khôi phục một lò nghiên cứu bằng graphit, tương tự như thiết kế của Chicago Pile-1, những thanh uranium cuối cùng được đặt vào một cách long trọng.